# Мачігенга (народ)

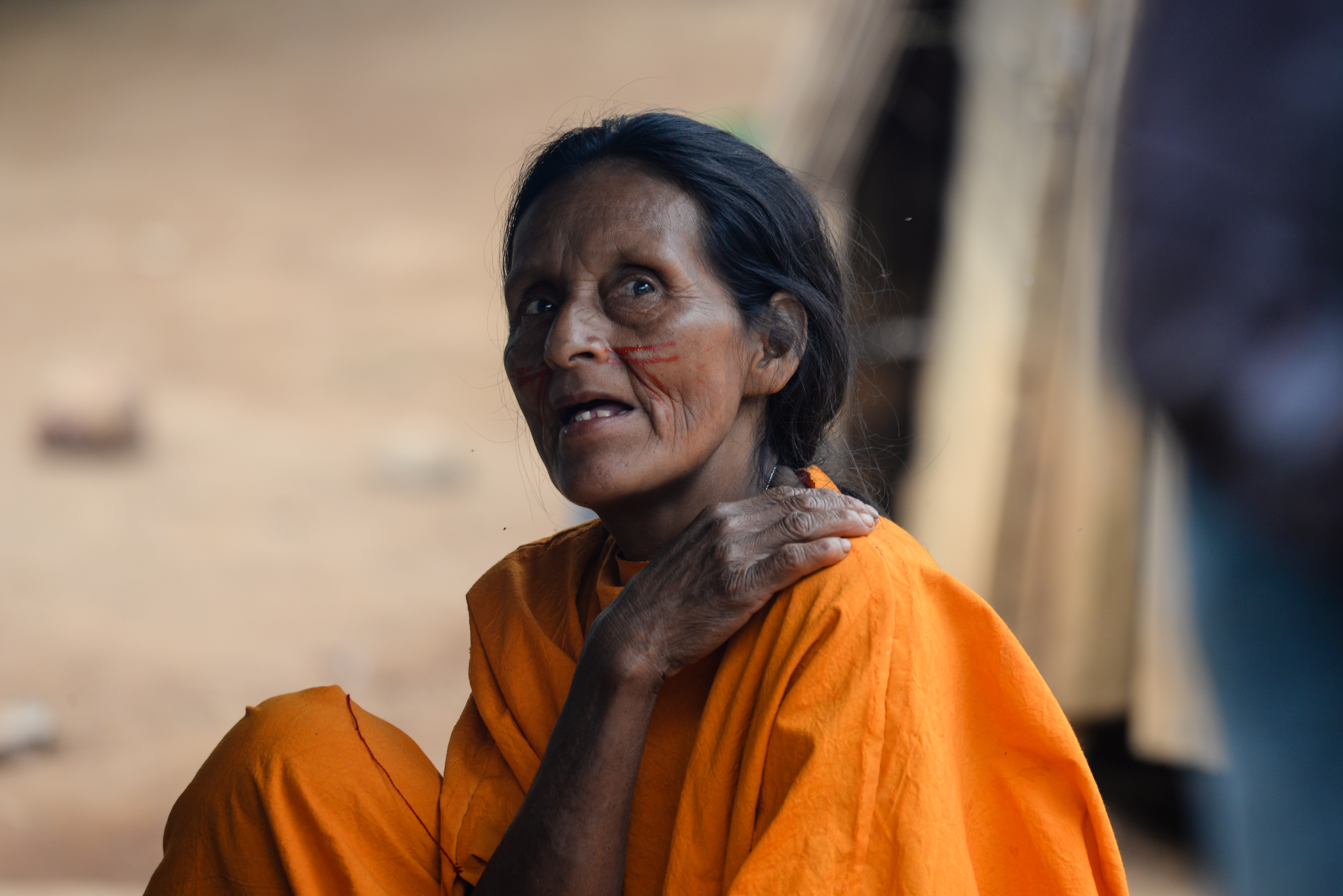
Фотографія жінки-мачігенга у традиційному одязі у Перу, провінці Пангоа.

Мачігенга (Мацігенка, Мацігенга) — індіанці, що живуть у джунглях на височині на східних схилах Анд та в межах джунглів Амазонської низовини на південному сході Перу. У 2020 році їх налічувалось приблизно 18 000 осіб. Раніше вони були мисливцями і збирачами, але нині більшість веде осілий сільськогосподарський образ життя. Здебільшого вирощують маніок, маїс, банани, із часом також стали вирощувати товарні культури: каву, какао. У минулому, основним джерелом білка для них були пекарі та мавпи, але нині цих тварин стало значно менше через іміграцію у високогірні регіони та експлуатацію родовищ газу Камісея, тому для мачігенга цю роль стала відігравати риба. Мачігенга прагнуть бути самодостатніми у вирощуванні їжі, що можливо завдяки великим обсягам доступної їм землі та відсутності конфліктів з іншими народами чи племенами.

## Культура
У більшості мачігенга немає особистих імен. Члени однієї групи звертаються одне до одного за допомогою слів на позначення спорідненості (як батько, брат, мати), а до людей з інших груп чи племен по їхніх іспанських іменах.
Більшість мачігенга в наш час є християнами (переважно католики), втім серед них все одно побутують анімістські вірування. Вони вірять, що духи і демони впливають на щоденне життя, в той час як боги-творці не втручаються у світ, та що люди їм байдужі. Шамани в минулому відігравали важливу роль у суспільстві, проте в наш час вони менш значимі та деякі їхні функції перейняли цілителі.
Хоч мачігенга і вміють користуватись цілющими травами, вони вразливі до нових інфекційних захворювань із зовнішнього світу. Тим не менш, більшість з них не зачепила пандемія COVID-19.
Традиційний одяг мачігенга — в'язані жінками туніки, що в місцевому іспанському діалекті зветься cushmas, із трикутним вирізом для чоловіків та прямим для жінок. Вони роблять хати з пальм: пальмові стовбури використовуються як каркас, листя — як дах. Грамотність серед осілих груп варіюється між 30 % та 60 %. Кожною базованою на спорідненості групою керує самопроголошений «голова».

## Сімейне життя
Раніше жінки одружувались приблизно у 16 років, проте нині вони одружуються дещо пізніше. Жінки в середньому вагітніють по 8—10 разів. Як і в багатьох інших індіанців, смертність новонароджених висока. У перші роки шлюбні стосунки часто нестабільні та часто трапляються розлучення. У мачігенга, чоловіки переїжджають жити до жінки, з якою одружуються, та живуть у її батьків. На початку стосунків вони створюють садок та починають будувати дім неподалік від батьків жінки. Це означає, що стосунки між матерями та доньками міцні, у той час як чоловіки, що приходять до сім'ї з інших родів, можуть розглядатись як вразливіші.

## Мова
Мова мацігенка належить до групи Кампа сім'ї аравацьких мов, та нею в Перу розмовляють приблизно 12 000 осіб. Є декілька діалектів мацігенка: верхньої Урубамба, нижньої Урумамба, регіону Ману, а також Нанті, який дехто вважає окремою мовою, але мачігенга вважають Нанті діалектом своєї мови.